# 하이디 하트먼
하이디 하트먼(Heidi I. Hartmann, 1945년 8월 14일 ~ )은 미국의 페미니스트 경제학자이다. 워싱턴에 있는 여성정책연구소(IWPR)의 설립자 겸 대표이다.

## 생애
미국 뉴저지주에서 태어났다. 1969년 커네티컷주 뉴헤이븐의 컴퓨터 프로그래머 겸 도시계획 부서의 연구원으로 사회생활을 시작했다. 1987년에 IWPR을 설립했다.

## 마르크스주의비판
1979년 잡지 '자본과 계급(Capital and Class)'에 마르크스주의와 페미니즘의 불행한 결혼이라는 글을 발표했다. 이 글에서 여성의 투쟁을 계급투쟁으로 환원시키려는 시도를 비판했다.

## 같이 보기
- 여성주의 경제학